# Traicionados (película de 2020)
Traicionados (en noruego: Den største forbrytelsen) es una película dramática noruega de 2020 basada en la historia real del boxeador noruego Charles Braude y su familia que fueron perseguidos, arrestados y asesinados por los nazis durante la Segunda Guerra Mundial con la colaboración del gobierno noruego como plan para exterminar a todos los judíos de Europa. Desde las restricciones que empezaron a imponerse a los judíos noruegos hasta su deportación a través del puerto de Oslo en el barco Donau al campo de exterminio de Auschwitz. La película presenta a personas cruciales que participaron en el asesinato masivo de judíos noruegos, como Knut Rød, un alto cargo de la policía estatal noruega que colaboró directamente con los nazis en la identificación, detención y transporte de judíos para su exterminio.
La película fue dirigida por Eirik Svensson y está basada en el libro de 2014 The Ultimate Crime, de la periodista noruega Marte Michelet.

## Contexto
La película se basa en la vida de Charles Samuel Braude (23 de mayo de 1915 - 5 de agosto de 1991), boxeador noruego, su familia y los judíos de Noruega. Durante la Segunda Guerra Mundial, Braude fue encarcelado en el campo de concentración de Berg, a las afueras de Tønsberg, por ser judío. Sus padres y dos de sus hermanos fueron deportados y asesinados en Auschwitz.

## Argumento
Durante la Segunda Guerra Mundial, millones de judíos de toda Europa fueron deportados y asesinados en campos de concentración alemanes. Al principio, los judíos que vivían en Noruega seguían sintiéndose seguros en su propio país. Uno de ellos era Charles Braude, un joven boxeador noruego que disfrutaba de una vida feliz, recién casado y que vivía en un apartamento en Oslo con sus padres y 3 hermanos. Un día del otoño de 1942 todos los hombres judíos mayores de 15 años fueron detenidos por la policía noruega y llevados a un muelle de Oslo. Charles, sus hermanos y su padre también son detenidos. A bordo del carguero alemán SS Donau, esperan a que los saquen de Noruega. La madre se queda sola en Oslo, sin saber qué será de su marido y sus hijos.

## Reparto
- Jakob Oftebro as Charles Braude
- Pia Halvorsen as Sarah Braude
- Kristine Kujath Thorp as Ragnhild Boyesen
- Michal Kosterkiewicz as Benzel Braude
- Carl Martin Eggesbø as Harry Braude
- Eilif Hartwig as Isak Braude

## Producción
La película se basa en la historia real de la familia noruega Braude. El 26 de noviembre de 1942, cientos de judíos fueron recogidos en Noruega en plena noche y embarcados en el buque alemán SS Donau. A bordo iban 302 hombres, 188 mujeres y 42 niños. El destino final era Auschwitz. El guion fue escrito por Harald Rosenløw Eeg y Lars Gudmestad. La película fue dirigida por Eirik Svensson. La música de la película fue compuesta por Johan Söderqvist. El álbum de la banda sonora, con un total de 21 temas musicales, fue lanzado como descarga por MovieScore Media en diciembre de 2021.
La película se estrenó en los cines noruegos el 25 de diciembre de 2020, en Alemania el 21 de octubre de 2021 y en Estados Unidos con subtítulos en inglés el 3 de diciembre de 2021, y desde entonces está disponible como vídeo bajo demanda.

## Recepción
Según Rotten Tomatoes, en julio de 2023, la película había recibido un 100 % de aprobación de todos los críticos de cine y un 100 % del público.